# Verein Berliner Künstler

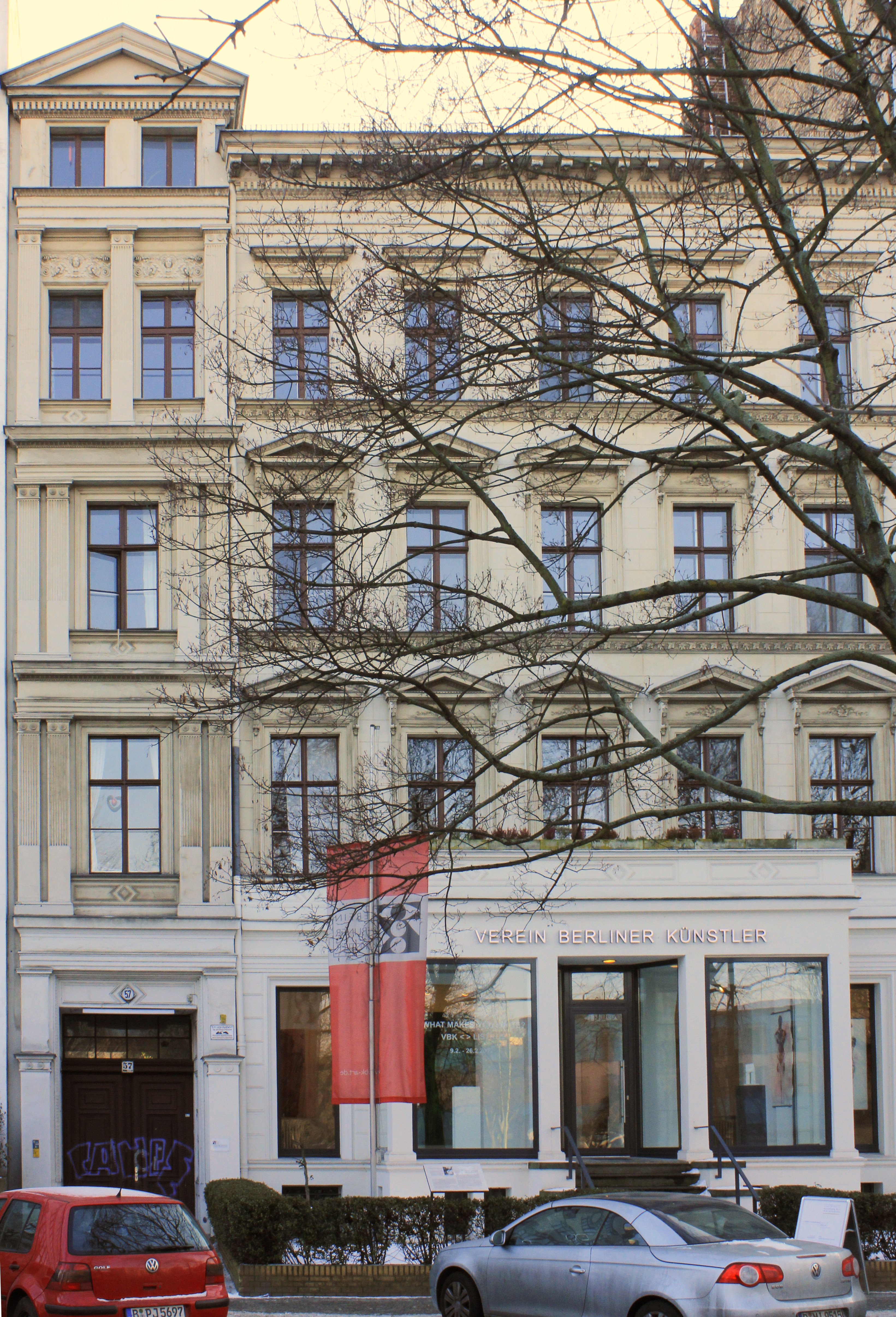
Verein Berliner Künstler, Schöneberger Ufer 57, Berlin-Tiergarten

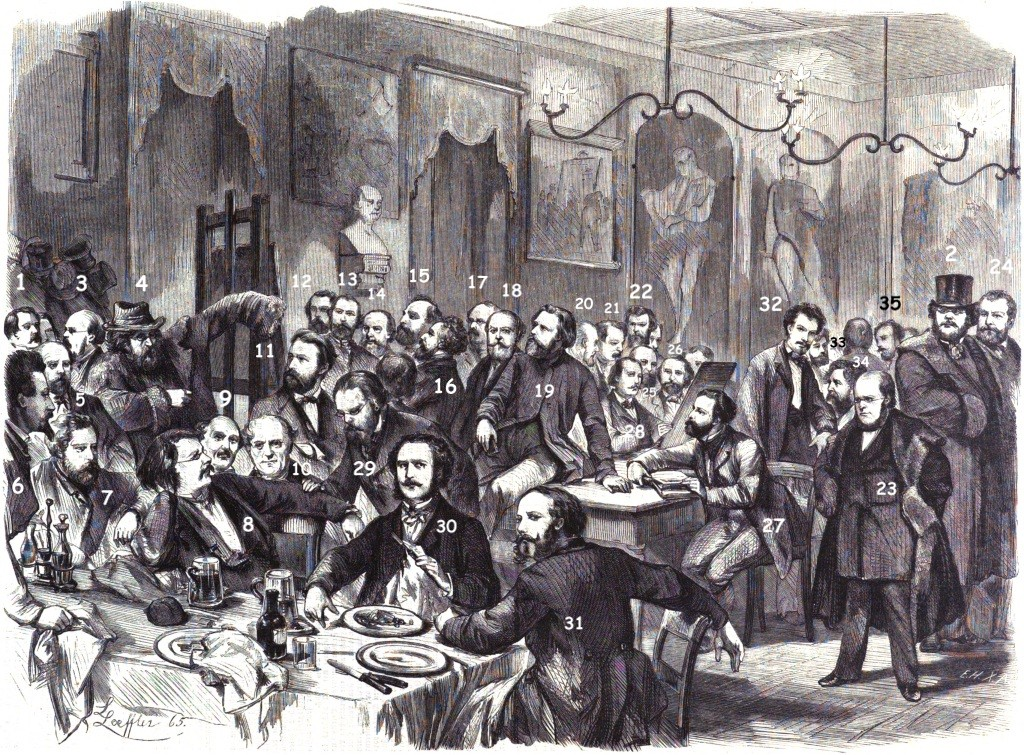
Der Verein Berliner Künstler, 1865: 1. Carl Georg Anton Graeb, 2. Theodor Alexander Weber, 3. Ludwig Burger, 4. Ferdinand Weiß, 5. Julius Schrader, 6. Wilhelm Amberg, 7. Friedrich Kraus, 8. Wilhelm Scholz, 9. Friedrich Eduard Meyerheim, 10. Eduard Magnus, 11. Ludwig Knaus, 12. Reinhold Begas, 13. Bernhard Plockhorst, 14. Friedrich Drake, 15. Friedrich Wilhelm Wolff, 16. Carl Constantin Heinrich Steffeck, 17. Wilhelm Riefstahl, 18. Theodor Hosemann, 19. Hermann Eschke, 20. Gustav Spangenberg, 21. Hermann Kretzschmer, 22. Albert Brendel, 23. Adolph Menzel, 24. Ludwig Löffler, 25. Karl Wilhelm Gentz, 26. Gustav Blaeser, 27. Carl Ludwig Friedrich Becker, 28. Karl Bennewitz von Loefen, 29. Gustav Feckert, 30. Gustav Richter, 31. Eduard Hildebrandt, 32. Paul Friedrich Meyerheim, 33. August Jacob Theodor v. Heyden, 34. August Wilhelm Ferdinand Schirmer, 35. Hermann Brücke – Grafik von Ludwig Löffler

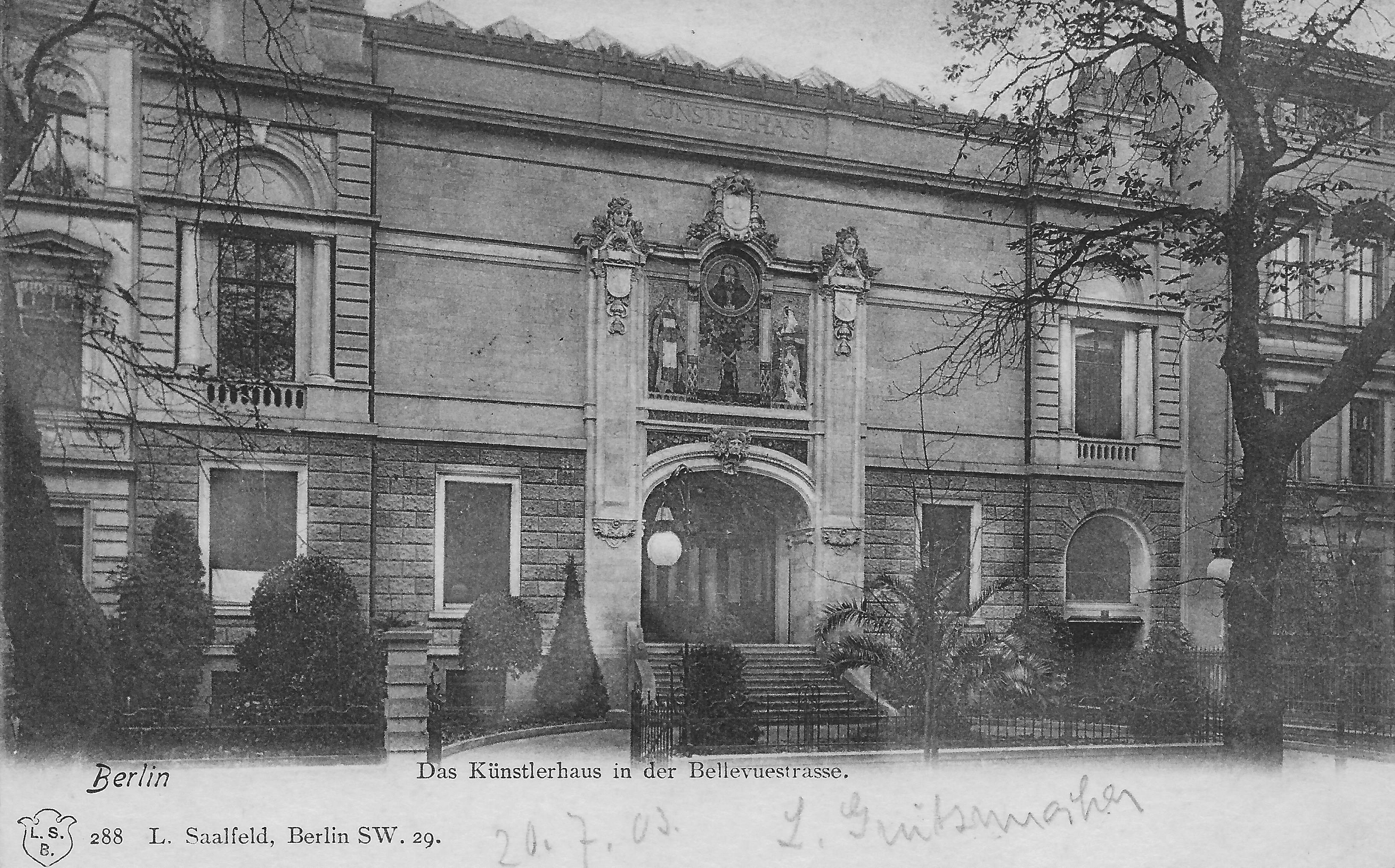
Künstlerhaus Bellevuestraße (1903)

Der Verein Berliner Künstler (VBK) ist ein deutscher Verein bildender Künstler.
Der älteste noch existierende Künstlerverein Deutschlands wurde am 19. Mai 1841 im Atelier des Malers Karl Ludwig Rosenfelder in der Berliner Artilleriestraße gegründet und hat heute seinen Sitz in Berlin-Mitte (Ortsteil Tiergarten). Nach und nach schlossen sich 45 Künstler an, darunter auch Professoren der Akademie und bedeutende Künstler wie Carl Blechen.
Zu seinen Mitgliedern zählten seit damals u. a. Adolph Menzel, Anton von Werner, Oskar Begas, Carl Steffeck, Max Liebermann, Philipp Franck, Walter Leistikow, Hans Baluschek, Otto Nagel, Georg Kolbe, Eckart Muthesius, Heinrich Zille, Felix Görling, Emil Orlik, Conrad Felixmüller , Richard Albitz und A. Paul Weber.
Im Januar 2016 waren 120 Berliner Künstler aus den Bereichen Malerei, Grafik, Fotografie, Installation und Neue Medien als Mitglieder eingetragen. Die Gesamtzahl der Mitglieder seit der Gründung bis zum Jahr 2011 betrug ungefähr 1800. Dieser selbstverwaltete Künstlerverein ist bis in die heutige Zeit aktiv und veranstaltet Ausstellungen mit Künstlern, die in Berlin leben, sowie internationale Austauschprojekte und Artist Talks. Die regelmäßige Veranstaltungsreihe des ARTS CLUB BERLIN bietet Einblick in verschiedene aktuelle Schwerpunktthemen.[12. Flyer des VBK, 2023]

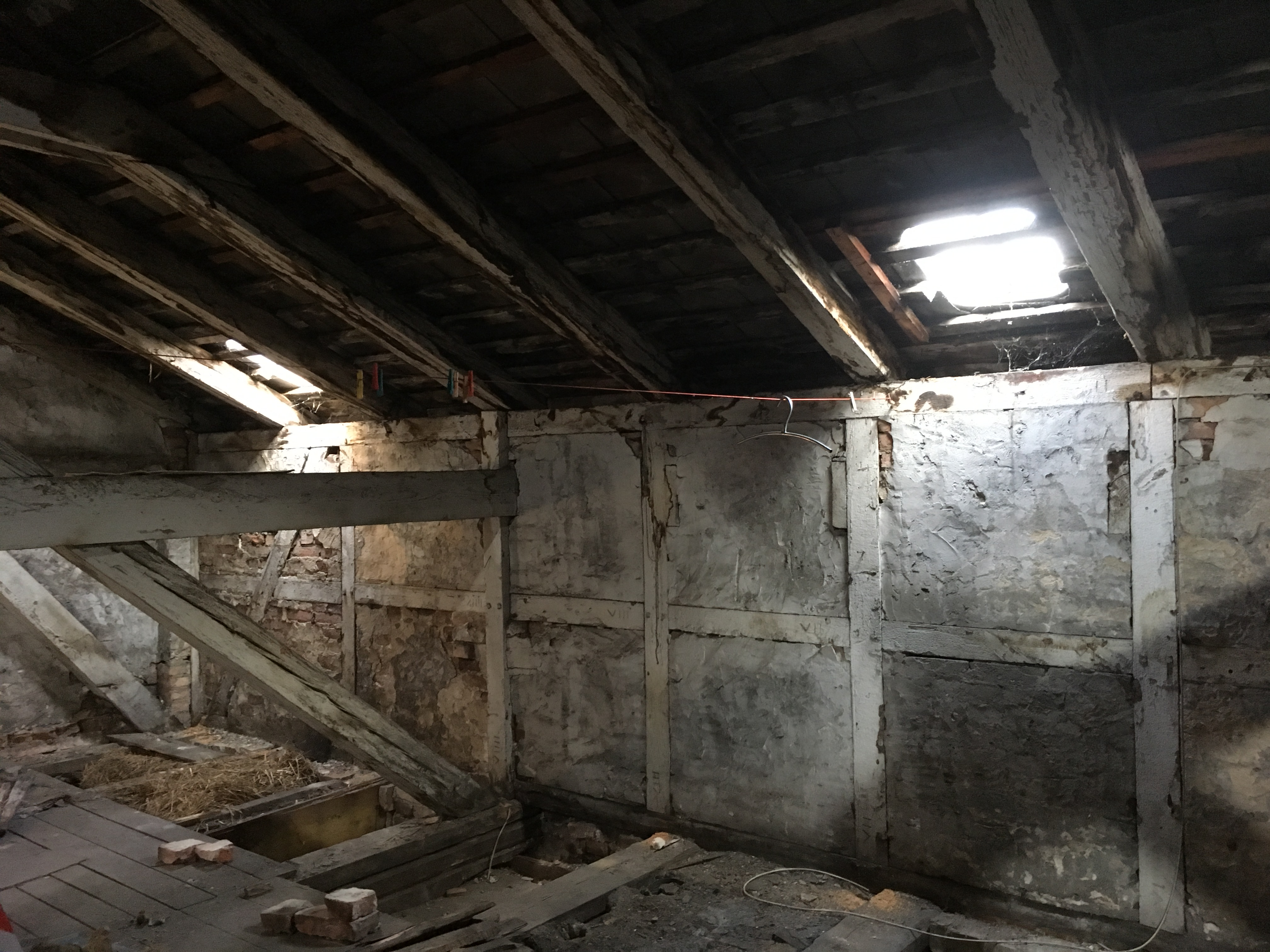
Dachstuhl Verein Berliner Künstler

## Geschichte

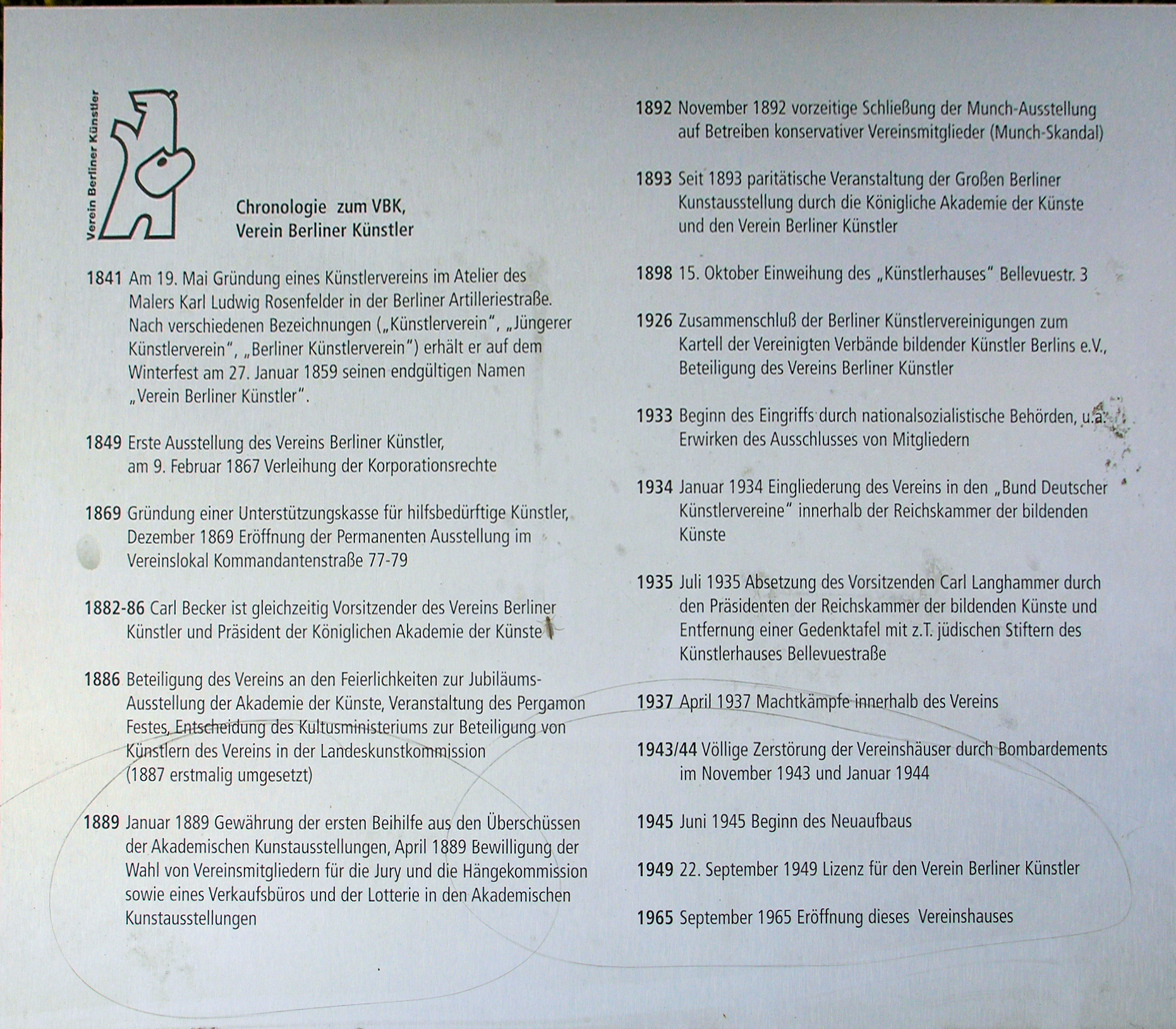
Gedenktafel am Haus Schöneberger Ufer 57 in Berlin-Tiergarten

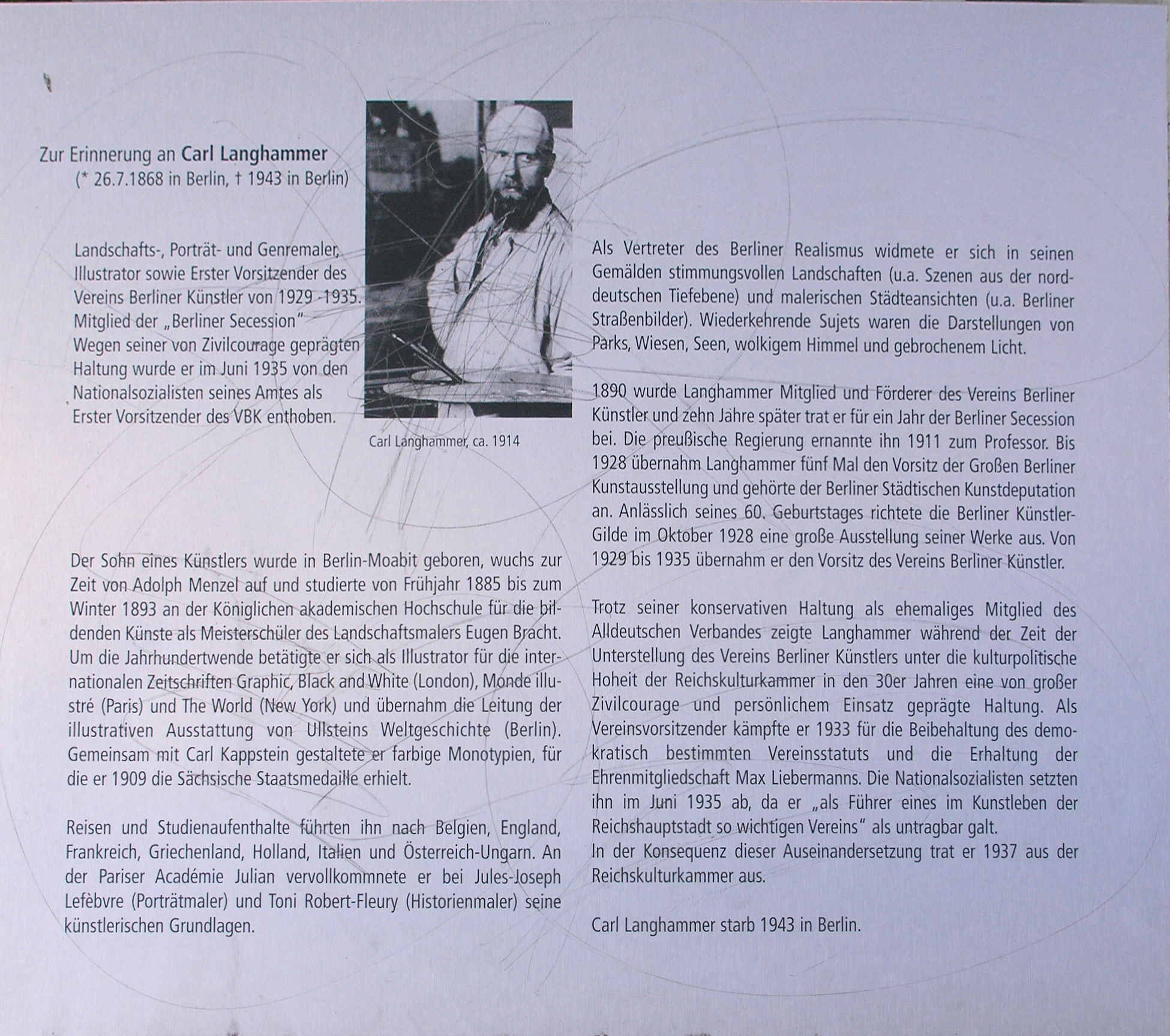
Gedenktafel für Carl Langhammer am Haus Schöneberger Ufer 57

Der Verein Berliner Künstler entstand als Zusammenschluss der Vorgängervereine Berlinischer Künstlerverein und Verein der jüngeren Künstler. 1814 war auf Anregung von Schadow und dem Architekten Ludwig Catel der Berlinische Künstlerverein gegründet worden. Seine erste Sitzung mit 32 Personen, darunter mehrere Akademielehrer, fand am 27. November 1814 statt. Der Vorsitzende des Vereins war Schadow. Der Verein der jüngeren Künstler war 1825 gegründet worden. Seinen heutigen Namen erhielt der Verein im Jahr 1859. Zu Beginn des Vereinslebens trafen sich die Künstler, damals ausschließlich Männer, einmal wöchentlich, um gegenseitig ihre Arbeiten zu begutachten und Vorträge zu Fragen der Kunst zu hören. Zunehmend gewann der Verein auch soziale Bedeutung. Es wurden Hilfskassen für notleidende Künstler und deren Hinterbliebene eingerichtet, oft die wichtigste Einnahmequelle der Betroffenen. Nach der bürgerlichen Revolution von 1848 begann der Verein, Einfluss auf die Kulturpolitik zu nehmen. Man machte der Königlichen Akademie der Künste und dem Preußischen Ministerium der geistlichen, Unterrichts- und Medizinalangelegenheiten erfolgreich Vorschläge mit dem Ziel, die Bedingungen für Ausstellungen zu verbessern und einen Etat für Bildende Kunst festzusetzen. 1867 wurden dem VBK die Korporationsrechte verliehen. Damit war er, obwohl einst eine rein private Gründung, eingebunden in das institutionelle System der Monarchie und abhängig von Entscheidungen des Kultusministeriums.
1869 konnte der Verein im Geber’schen Industriegebäude in der Commandantenstraße Räume anmieten, „die theils zur Ausstellung der gelieferten Kunstwerke, theils zu Berathungen und abendlichen Versammlungen dienen.“
Die Künstlerfeste des Vereins waren Höhepunkte im gesellschaftlichen Leben Berlins. Mit Hilfe eines vereinseigenen Kostümfundus wurden Ereignisse wie „Der Hof der Mediceer“ im Kronprinzenpalais (1875), ein Festzug zur Silberhochzeit des Kronprinzenpaares (1883) und das Pergamonfest von 1886 mit etwa 1300 Mitwirkenden ausgestaltet.
Unter dem Vorsitz Anton von Werners stieg seit 1887 die Bedeutung des Vereins für das Einkommen der Künstler durch eine Modernisierung des Ausstellungs- und Verkaufsprogramms und den Bau eines neuen Galeriegebäudes an zentraler Stelle in der Bellevuestraße. In offiziellen Kommissionen und Ausschüssen wuchs die Präsenz des Vereins auf Kosten der Akademie, dem Werkzeug der absolutistischen Regierung. Werner behielt das Amt des jährlich neu zu wählenden Vorsitzenden bis 1895 und hatte es von 1899 bis 1901 und zuletzt von 1906 bis 1907 inne.
Seit 1893 konnte der VBK gleichberechtigt mit der Akademie der Künste die Große Berliner Kunstausstellung ausrichten. In diesem Zusammenhang war er auch in die Auseinandersetzungen verwickelt, die schließlich 1898 zur Berliner Secession führten. Im Folgenden wandelte sich der Verein zu einer traditionsorientierten Gemeinschaft.

### Nationalsozialismus und Zweiter Weltkrieg
Während des Nationalsozialismus verlor der Verein weitgehend seine Selbstständigkeit, er wurde in die Strukturen der Diktatur eingegliedert. Anders als andere Künstlervereine zu dieser Zeit wurde er jedoch nicht aufgelöst, und er konnte eine Anzahl von Ausstellungen ausrichten, u. a. 1934 "Westfälische Künstler", 1935 „Württembergische Künstler“ und „Jüngere Künstler als Gäste“, 1936 „Vom schönen und starken Deutschland“ und "Herbstausstellung des Vereins Berliner Künstler", 1937 „Das Bild von Berlin“, 1938 „Berliner Kunst“, 1939 "Gastausstellung im Verein Berliner Künstler" und 1940 eine Gastausstellung des Vereins der Künstlerinnen zu Berlin.
Das in den Jahren von 1897 bis 1899 von Karl Hoffacker in der Bellevuestrasse Nr. 3 errichtete Ausstellungshaus und ein zweites in der Nähe des Tiergartens gelegenes Haus wurden im Zweiten Weltkrieg zerstört.
Schon im Juni 1945, zwei Monate nach Kriegsende, versuchten einige Künstler, den VBK neu zu beleben. Die erforderliche Lizenz wurde im September 1949 erteilt. Danach begann die neue Vereinstätigkeit unter demokratischen Verhältnissen.

## Gegenwart
Der aktuelle Standort des VBK, ein denkmalgeschütztes Stadthaus am Landwehrkanal, wurde 1964 erworben. Dort befinden sich das Büro, das künstlerische Archiv und die vereinseigene Galerie mit einem kleinen Skulpturengarten. Jährlich finden etwa acht bis zehn Ausstellungen statt. Es werden vor allem Arbeiten zeitgenössischer Künstler ausgestellt, meist von Mitgliedern des Vereins, aber auch von nationalen und internationalen Gästen. Der Verein feierte 2016 das 175. Jubiläum mit einer historischen „Popup“-Ausstellung, dem Jubiläumsfest mit einer Lichtinstallation von Philip Geist, einer historischen Ausstellung in der Kommunalen Galerie, einer Ausstellung in der Zitadelle Spandau sowie einer Ausstellungsreihe mit 86 Arbeiten der derzeit aktiven Mitglieder. Das Jubiläumsjahr stand unter der Schirmherrschaft von Staatsministerin Monika Grütters. Der Dachstuhl und die Fassade am Schöneberger Ufer 57 wird mit Mitteln der Deutschen Stiftung Denkmalschutz (DSD) saniert.

## Mitgliedschaft
Um eine Mitgliedschaft kann sich jeder in Berlin lebende und professionell arbeitende Künstler bewerben. Bezüglich der künstlerisch-stilistischen Ausrichtung der Arbeiten gibt es dabei keine Vorgaben. Es gibt auch keine Altersbeschränkung, jedoch bewerben sich nur wenig junge Künstler für eine Mitgliedschaft, daher bewegt sich die aktuelle Altersspanne überwiegend zwischen 35 und 60 Jahren. Die Künstler kommen überwiegend aus Deutschland, einige auch aus dem Ausland, alle leben und arbeiten jedoch schwerpunktmäßig in Berlin.
Frauen dürfen dem Verein erst seit 1990 beitreten, trotzdem ist der Anteil weiblicher und männlicher Mitglieder heute in etwa gleich groß. Der Vorstand ist vollständig mit weiblichen Mitgliedern besetzt. Erste Vorsitzende des Vereins ist seit 2007 die Malerin Sabine Schneider.
Die Mitgliedschaft im VBK ist kostenpflichtig. Der Mitgliedsbeitrag belief sich bis 2022 auf 120 Euro pro Jahr, ab dieser Zeit bis heute auf 180 Euro. Außerdem tragen die ausstellenden Mitglieder anteilig die Kosten für die jeweils stattfindenden Ausstellungen.

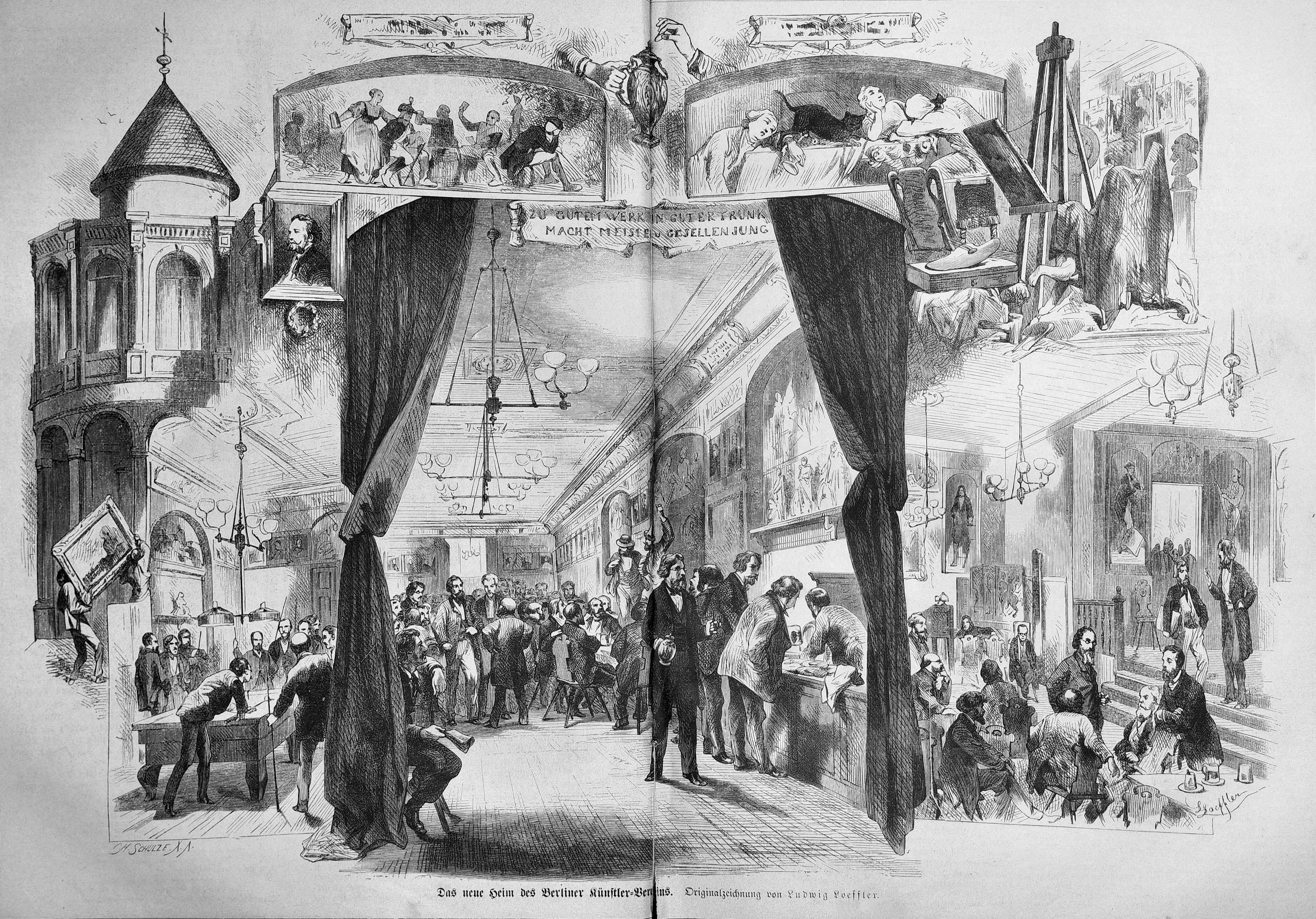
Das neue Heim des Berliner Künstler-Vereins